# 鲁夫鲁瓦莱梅尔勒
鲁夫鲁瓦莱梅尔勒（法語：Rouvroy-les-Merles，法語發音：[ʁuvʁwa le mɛʁl]）是法国瓦兹省的一个市镇，属于克莱蒙区。

## 地理
鲁夫鲁瓦莱梅尔勒（49°38'53"N, 2°21'28"E）面积4.06 平方千米，位于法国上法蘭西大區瓦兹省，该省份为法国北部内陆省份，北起索姆省，西接厄尔省和滨海塞纳省，南至塞纳-马恩省和瓦兹河谷省，东临埃纳省。
与鲁夫鲁瓦莱梅尔勒接壤的市镇（或旧市镇、城区）包括：布勒特伊、帕亚尔、罗康库尔、塔尔蒂尼、福勒维尔、基里勒塞克。

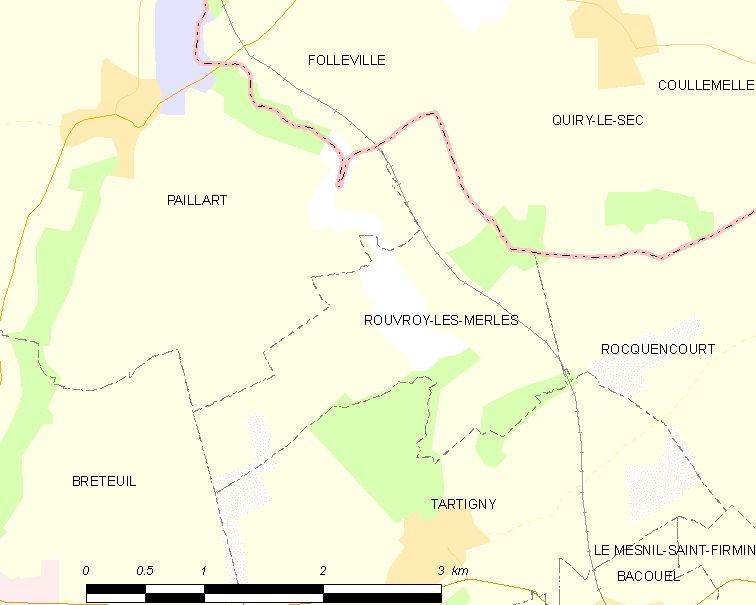
鲁夫鲁瓦莱梅尔勒的OSM定位图

鲁夫鲁瓦莱梅尔勒的时区为UTC+01:00、UTC+02:00（夏令时）。

## 行政
鲁夫鲁瓦莱梅尔勒的邮政编码为60120，INSEE市镇编码为60555。

## 政治
鲁夫鲁瓦莱梅尔勒所属的省级选区为圣瑞斯特昂绍塞县。

## 人口

1962-2008年间鲁夫鲁瓦莱梅尔勒人口变化图示

鲁夫鲁瓦莱梅尔勒于2022年1月1日时的人口数量为70人。